# Sony Ericsson W200i
Sony Ericsson W200i là dòng Walkman rẻ nhất của liên doanh sản xuất điện thoại di động Nhật Bản-Thụy Điển - Sony Ericsson. Với tiêu chí là "Walkman cho mọi người"
W200i cũng có màn hình màu cam lúc khởi động giống như các anh em của mình. W200i có 2 vỏ màu  để lựa chọn là đen tuyền và ngọc trai trắng.

## Giới thiệu
Vì là dòng W-series nên tính năng nghe nhạc của W200 cũng được đánh giá cao. Người sử dụng có thể chép nhạc dễ dàng qua Disc2phone với khả năng nghe nhạc liên tục là 18 giờ.
Camera của W200 chỉ có 0.3mpx (VGA), nên tính năng chụp ảnh không được đánh giá cao. Chất lượng khi xem phim video trên W200 chỉ ở mức trung bình vì màn hình là loại UBC, hiển thị tối đa chỉ 65.000 màu.
Điều đáng tiếc nhất ở 1 dòng Walkman như W200 là không có Bluetooth, vì thế khi muốn tải nhạc chỉ có thể chép từ máy tính qua cổng USB của máy.

## Tính năng
- Băng tần: GSM 900/1800/1900
- Kích thước: 101x44x18mm
- Trọng lượng: 85 gram
- Bộ nhớ trong 27MB và thẻ nhớ Memory Stick Micro (M2)
- Máy ảnh số VGA (0,3mpx)
- Nghe nhạc đa định dạng
- Pin chuẩn: Li-Ion